# John S. Gray
John S. Gray (* 1837; † 11. März 1902) war ein US-amerikanischer Politiker (Republikanische Partei), der von 18. Dezember 1890 bis zum 1. Januar 1893 Vizegouverneur des US-Bundesstaates Idaho war.